# Augusts
Augusts est un prénom masculin letton célébré le 3 août et variant de Auguste.

## Prénom
- Pour l'ensemble des articles sur les personnes portant ce prénom, consulter :
  - la liste des articles dont le titre commence par ce prénom
  - les listes produites par Wikidata : Liste des personnes de prénom « Augusts » — même liste en incluant les éventuels prénoms composés qui contiennent « Augusts ».
- Augusts Annuss (en) (1893-1984), peintre letton
- Augusts Deglavs (1862-1922), écrivain et homme politique letton
- Augusts Kepke (en) (1886-?), coureur cycliste letton
- Augusts Kirhenšteins (en) (1872-1963), microbiologiste et homme politique letton
- Augusts Malvess (en) (1878-1951), architecte letton
- Augusts Strautmanis (en) (1907-1990), joueur d'échecs letton
- Augusts Voss (en) (1919-1994), homme politique soviéto-letton